# Auguste Mohrmann
Auguste Luise Mohrmann (* 1. März 1891 in Essen; † 1. April 1967 in Berlin) war eine deutsche Kinderpflegerin und Volksschullehrerin. Mohrmann gründete den Reichsverband evangelischer Kindergärtnerinnen, Hortnerinnen und Jugendleiterinnen Deutschlands e.V. den sie bis 1953 leitete. In der Zeit des Nationalsozialismus übernahm sie die Leitung der Diakoniegemeinschaft, unter deren Dach die evangelischen Schwesternschaften in der Reichsfachschaft deutscher Schwestern und Pflegerinnen und dem späteren Reichsbund freier Schwestern vertreten wurden. Trotz ihrer Verdienste um die Erhaltung der größtmöglichen Unabhängigkeit der von ihr vertretenen Diakoniegemeinschaft wird ihre Rolle in der Krankenpflege im Nationalsozialismus wegen ihrer geistigen Nähe zur nationalsozialistischen Ideologie pflegehistorisch kritisch betrachtet.

## Aufstieg in der Kinder- und Jugendfürsorge
Auguste Luise Mohrmann wurde als jüngstes Kind des Tagelöhners August und Wilhelmine Mohrmann am 1. März 1891 in Essen geboren. 1910 begann sie am Kaiserswerther Lehrerseminar eine Ausbildung als Kleinkind- und Volksschullehrerin sowie als Jugendleiterin. 1914 kehrte sie nach Essen zurück und übernahm die Leitung der städtischen Kindergärten. Sie erkannte die Notwendigkeit der Zusammenarbeit zwischen den verschiedenen Einrichtungen der Kinder- und Jugendfürsorge und initiierte 1925 die Gründung des Reichsverbandes evangelischer Kindergärtnerinnen, Hortnerinnen und Jugendleiterinnen Deutschlands e.V. Sie verstärkte dadurch die Verbindungen zwischen den diakonischen Mutterhäusern und wurde aufgrund ihrer Kompetenz als Kleinkindpädagogin 1927 als Referentin für den Bereich Kinderpflege und -fürsorge im Kaiserswerther Verband evangelischer Mutterhäuser (KWV) eingesetzt. Ein Jahr später wurde sie zur Geschäftsführerin der Konferenz für christliche Kinderpflege ernannt. 1929 übernahm sie zusätzlich die Schriftleitung der Fachzeitschrift Christliche Kinderpflege. Auguste Mohrmann war rege schriftstellerisch tätig. Sie veröffentlichte Beiträge u. a. zur Krankenpflege, Kleinkindererziehung und religiöser Erziehung.

## Zeit des Nationalsozialismus
Mohrmann trat zum 1. Mai 1933 der NSDAP bei (Mitgliedsnummer 3.077.449). Als unmittelbar nach dem „Tag der nationalen Arbeit“ die freien Gewerkschaften aufgelöst wurden und die Nationalsozialistische Volkswohlfahrt (NSV) in die NSDAP eingegliedert wurde, waren die bislang unabhängigen großen weltlichen und konfessionellen Schwesternverbände gezwungen, sich der Reichsfachschaft Deutscher Schwestern und Pflegerinnen anzuschließen. Die evangelischen Schwesternschaften, bisher durch die Innere Mission in der NSV vertreten, traten der Reichsfachschaft als neugegründete Diakoniegemeinschaft bei. Die Leitung der Diakoniegemeinschaft und der damit rund 50.000 evangelischen Krankenschwestern wurde Auguste Mohrmann, die inzwischen als Mitglied des Reichsausschusses für Gesundheitsfürsorge ans Reichsinnenministerium berufen wurde, im September 1933 übertragen. Diese war zwar keine eingesegnete Diakonisse, verfügte aber über die für das Amt notwendigen Verbindungen und Erfahrungen im Verwaltungsbereich und sie identifizierte sich öffentlich mit der nationalsozialistischen Ideologie. Die Machtfülle Mohrmanns in den 1930ern sowie ihr häufig beschriebenes selbstherrliches Auftreten brachte ihr bei den Diakonissen den Spitznamen Kaiserin Augusta ein. Sie trat neben der NSDAP auch der NS-Frauenschaft, der Deutschen Arbeitsfront, der NSV, der Reichskulturkammer und dem Reichsluftschutzbund bei.

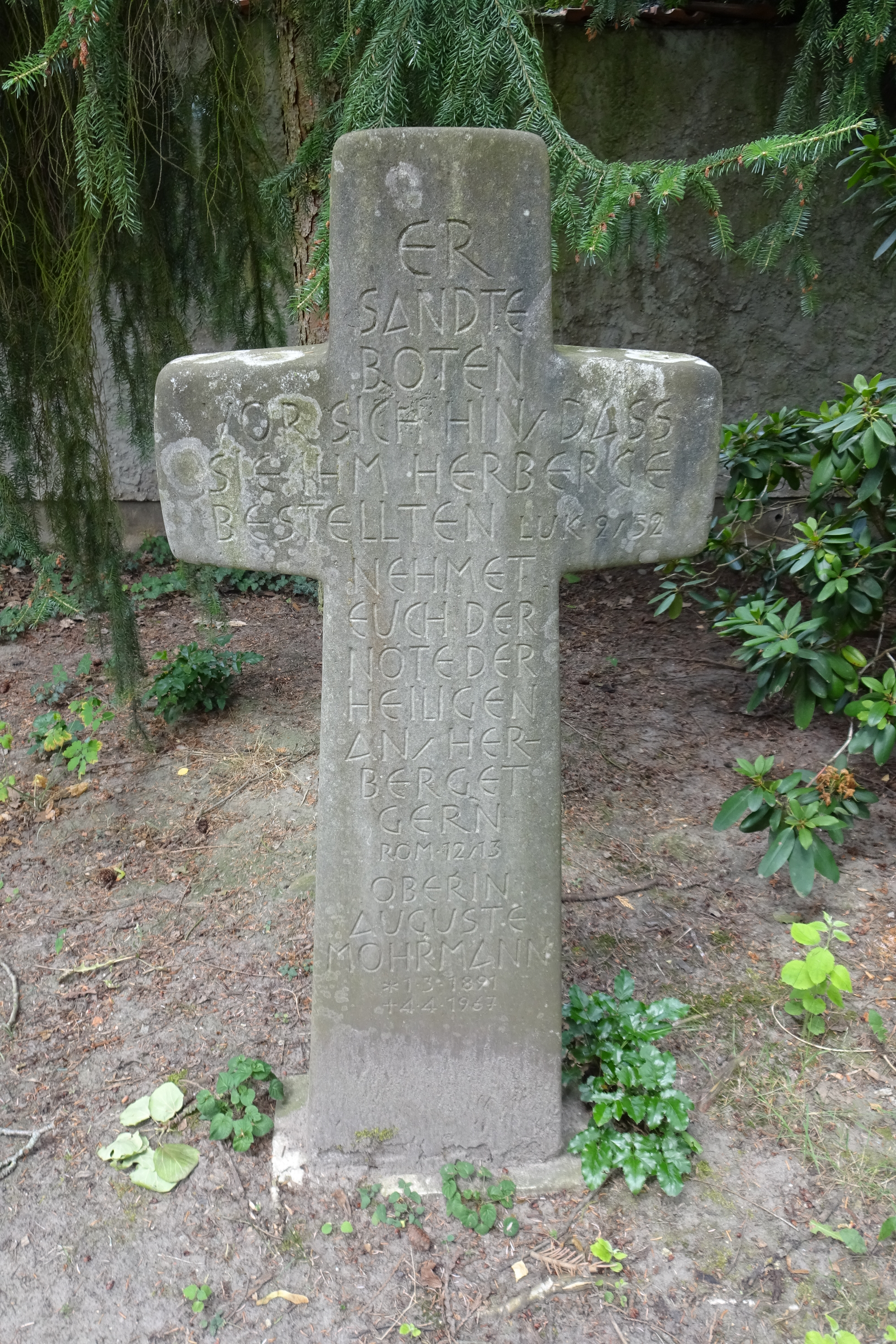
Grabstein der Auguste Mohrmann auf dem Friedhof Lichtenrade in Berlin-Lichtenrade

Mohrmann setzte sich in ihrer Funktion insbesondere gegen die versuchte Vereinnahmung der evangelischen Schwesternverbände durch die nationalsozialistische Gesundheitsführung unter Erich Hilgenfeldt zur Wehr. So verhinderte sie beispielsweise durch die Gründung der Verbandsschwestern die Übernahme der bei der Diakonie beschäftigten freien Schwestern, den sogenannten Hilfsschwestern, in den Reichsbund freier Schwestern. Auf den von ihr unterzeichneten Fortbildungsnachweisen für leitende Schwestern aus ihrem Verband erwähnte Mohrmann lediglich die besuchten systemkonformen Unterrichtseinheiten, die zusätzlich angebotenen theologischen Seminare fanden keine Erwähnung. Für diese nicht ihrer Parteizugehörigkeit entsprechenden Handlungen zugunsten der Diakoniegemeinschaft wurde ihr 1939, obwohl die formalen Voraussetzungen fehlten, der Titel einer Oberin verliehen.
Diesem positiven Einsatz für die ihr unterstellten evangelischen Schwestern widersprechen beispielsweise Berichte, nach denen Mohrmann „nichtarischen“ Diakonissen wie Margit Frankau keine Unterstützung gewährte und deren Verfolgung durch die Rassenideologie der Nationalsozialisten unwidersprochen hinnahm. Der Pflegehistoriker Wolff geht davon aus, dass Mohrmann als evangelische Christin durchaus eine Reihe von Berührungspunkten fand, in der ihre Ansichten mit der der Nationalsozialisten teilweise übereinstimmten; wie auch zwischen dem Kaiserswerther Verband und dem nationalsozialistischen Gedankengut starke Übereinstimmungen in sozialen Punkten festgestellt und aktenkundig wurden.
Im Jahr 1940 gab es am „Deutschen Institut für ärztliche Mission“ in Tübingen Pläne, eine missionsärztliche Schwesternschaft mit Mutterhaus einzurichten. Auguste Mohrmann wurde mit der Umsetzung dieser Pläne betraut, die sich jedoch im weiteren Verlauf des Zweiten Weltkriegs nicht umsetzen ließen.

## Leben nach 1945
Mohrmann arbeitete nach ihrer Entnazifizierung weiterhin für den KWV in der Geschäftsstelle Berlin, 1946 wurde sie mit der Betreuung der Mutterhäuser im Osten Deutschlands beauftragt. Ihr Verhältnis zu anderen einflussreichen Persönlichkeiten der Pflege wie den Gründerinnen der Deutschen Schwesterngemeinschaft, insbesondere Erna von Abendroth, blieb in den Nachkriegsjahren schwierig und angespannt.
Mohrmann wurde auf dem Friedhof des Diakonissenmutterhauses Salem, einer Sonderabteilung des Friedhofs Lichtenrade, beigesetzt.